# Millénaire (bande dessinée)
Pour les articles homonymes, voir Millénaire (homonymie).
Millénaire est une série de bande dessinée franco-belge fantastique et d'heroic fantasy créée par Richard D. Nolane (scénario) et François Miville-Deschênes (dessin), poursuivie par Richard D. Nolane (scénario) et Roberto Viacava (dessin), mise en couleurs successivement par Fabien Alquier, Sabrina Lim, Daniel Perez, François Miville-Deschênes et Silvia Fabris, éditée en albums par Les Humanoïdes Associés entre 2003 et 2015.
La série est terminée.

## Description

### Résumé
Nous sommes à la veille de l'An Mil dans un univers qui n'est pas tout à fait le nôtre et qui voit s'approcher pour de bon la fin des temps. Les cieux sont traversés par les étranges vaisseaux aériens des Sylphes venue de la Magonie et la terre est parcourue par les créatures du Mal traquées impitoyablement par les Chiens de Dieu de Cluny. Mais Raedwald le Saxon, marchand de reliques et de manuscrits rares, doublé d'un fin limier, a découvert qu'un fantastique complot qui plonge ses racines jusque dans les temps bibliques est sur le point d'arriver à son terme.

### Personnages
Raedwald le Saxon
Homme au passé tourmenté, savant et à l’esprit agile, trafiquant de reliques religieuses et marchand de manuscrits précieux. Il sillonne l’Europe et est souvent sollicité pour résoudre des affaires surnaturelles. Il porte avec lui un poignard dissimulé dans un crucifix.
Arnulf Poing-de-Fer
Ancien guerrier, expert dans le maniement de la hache, compagnon de route de Raedwald qui l'a acheté sur un marché d’esclaves.

## Analyse
De l'aveu-même de son créateur, Millénaire est une sorte de X-Files médiéval jouant avec l'Histoire secrète, les religions et le Fantastique dans une ambiance de fin du monde et d'Heroic fantasy. 
Richard D. Nolane a en outre publié en France et au Québec deux longues nouvelles liées à la série BD, « Une tête de martyr » et « Au bout du rouleau », la première ayant servi à l'élaboration du projet en BD.

## Postérité
Le scénario ambitieux et le talent classique mais enlevé du dessinateur québécois François Miville-Deschênes font que la série a rencontré immédiatement un grand succès critique et un prometteur succès commercial.
Le site Actua BD salue le graphisme « absolument époustouflant » de François Miville-Deschênes ainsi que la réussite du scénario de Richard D. Nolane qui sait « subtilement mélanger religion et science-fiction » et le site planetebd apprécie « une excellente série d’aventures fantastiques orchestrée sans fausse note ».
Le site BD Gest retient « un subtil mélange entre fantastique et reconstitution historique » dans lequel l'intrigue et l'enquête réaliste sur les reliques cohabite sans problèmes avec la présence d'êtres surnaturels, vantant la qualité exceptionnelle de cette série de one shots, tandis que le site sceneario, s'il apprécie un « univers bigarré, aux ambiances historiques nimbées de fantastique et de légendes ancestrales sur fond de prédiction apocalyptique », regrette le départ de François Miville-Deschênes et son remplacement pour le tome 6 par Roberto Viacava, au style « plutôt commun » mais néanmoins intéressant.

## Publications en albums
- 1 Les Chiens de Dieu[7], Les Humanoïdes Associés, octobre 2003
Scénario : Richard D. Nolane - Dessin : François Miville-Deschênes - Couleurs : Fabien Alquier, Sabrina Lim
- 2 Le Squelette des anges, Les Humanoïdes Associés, octobre 2004
Scénario : Richard D. Nolane - Dessin : François Miville-Deschênes - Couleurs : Daniel Perez
- 3 L'Haleine du diable, Les Humanoïdes Associés, novembre 2005
Scénario : Richard D. Nolane - Dessin : François Miville-Deschênes - Couleurs : Daniel Perez
- 4 Les Évangiles empoisonnés, Les Humanoïdes Associés, janvier 2007
Scénario : Richard D. Nolane - Dessin et couleurs : François Miville-Deschênes
- 5 L'Ombre de l'antéchrist, Les Humanoïdes Associés, 2 décembre 2009
Scénario : Richard D. Nolane - Dessin et couleurs : François Miville-Deschênes
- INT Intégrale, Les Humanoïdes Associés, novembre 2010
Scénario : Richard D. Nolane - Dessin : François Miville-Deschênes - Couleurs : divers
- 6 L'Orpheline de Catane, Les Humanoïdes Associés, 3 juin 2015
Scénario : Richard D. Nolane - Dessin : Roberto Viacava - Couleurs : Silvia Fabris
- INT Intégrale, Les Humanoïdes Associés, 21 septembre 2016
Scénario : Richard D. Nolane - Dessin : François Miville-Deschênes, Roberto Viacava - Couleurs : divers

### Sources

#### Internet
- Brieg F. Haslé, « Millénaire : l’apocalypse médiévale », sur Auracan, 23 octobre 2003.
- François Miville-Deschênes (int.) et Nicolas Anspach, « François Miville-Deschênes : "Je ne jure que par le dessin d’observation" », sur Actua BD, 29 décembre 2004.